# Songy a balady
Songy a balady je debutové album české zpěvačky Marty Kubišové z roku 1969. Nahráno bylo v produkci Bohuslava Ondráčka a vyšlo ve vydavatelství Supraphon. Deska obsahuje píseň „Modlitba pro Martu“, která se stala symbolem odporu proti invazi vojsk Varšavské smlouvy do Československa v srpnu 1968. Cenzurovaná reedice z roku 1970 tuto skladbu už obsahovat nemohla, takže byla i s další písní „Ne“ nahrazena jinými skladbami. V dalších téměř 20 letech měla Kubišová od komunistického režimu zakázané vystupování a nesměla se veřejně objevovat. Během sametové revoluce v roce 1989 se popularita zpěvačky v Československu znovu obnovila a roku 1990 bylo album Songy a balady díky vysoké prodejnosti oceněno platinovou deskou.

## Historie

### Vznik alba a první období do roku 1970
Marta Kubišová postupně vydávala od roku 1964 množství singlů a umísťovala se na předních příčkách ankety Zlatý slavík, takže první dlouhohrající deska se stala očekávanou událostí. Informace o chystaném novém albu Songy Marty Kubišové, které měl vydat Supraphon v prvním čtvrtletí roku 1969 v rámci Gramofonového klubu, se objevily počátkem srpna 1968. Deska byla již tehdy koncipována jako novinková, s novými nahrávkami. Nemělo se jednat o výběr hitů již vydaných na singlech, jak bylo v té době u debutových alb běžné. Zpěvačka v té době také účinkovala v hudebním televizním seriálu Píseň pro Rudolfa III. Během okupace Československa, která začala 21. srpna 1968, se symbolem odporu stala píseň „Modlitba pro Martu“, kterou Kubišová nazpívala právě pro Píseň pro Rudolfa III.
Nahrávání skladeb pro nové album v produkci Bohuslava Ondráčka proběhlo ve dnech 4. a 5. listopadu 1968 a 9.–17. prosince 1968 ve studiu Supraphonu v Praze-Dejvicích. Zde vznikla v pořadí již třetí nahrávka „Modlitby pro Martu“, která byla oproti předchozím určena pro chystané album. Kubišovou doprovázel ve všech jedenácti písních Orchestr Golden Kids s dirigentem Josefem Vobrubou, v některých skladbách také Sbor Lubomíra Pánka, Dětský sbor Československého rozhlasu v čele se sbormistrem Bohumilem Kulínským, a také zbylí dva členové Golden Kids – Helena Vondráčková a Václav Neckář. Z jedenácti písní bylo pět převzato ze zahraničí (včetně „Hej, Jude“, v originále „Hey Jude“ od The Beatles), k celkem šesti skladbám složil texty Zdeněk Rytíř. V té době Supraphon také oznámil, že kvůli zpoždění, které způsobil v létě vpád cizích vojsk, bude vydávání oznámených alb, včetně Songů Marty Kubišové, posunuto o jedno čtvrtletí. Songy tak měly přijít na řadu ve druhém kvartálu roku 1969.
Album s názvem Songy a balady vyšlo v Supraphonu v červenci 1969 v mono i stereo verzi. Díky velkému zájmu bylo první vydání rychle vyprodáno. Supraphon i přes přetrvávající zájem s reedicí otálel, místo toho ještě během druhé poloviny roku 1969 vydal rychle za sebou na třech singlech šest z jedenácti albových písní („Ring-o-ding“ / „Mama“, „Magdalena“ / „Proudy“ a „Hej, Jude“ / „Všechny bolesti utiší láska“). Během srpna 1969 natočila Kubišová se svým pozdějším manželem, režisérem Janem Němcem, svůj druhý krátkometrážní hudební film, tzv. recitál. Pořad Proudy lásky odnesou měl sestávat z klipů k sedmi písním ze Songů a balad, které byly propojeny do jednoho příběhu. Snímek byl na podzim 1969 před dokončením a plánovalo se jeho vysílání v Československé televizi přibližně koncem toho roku. Z původních sedmi skladeb bylo do finálního střihu zařazeno pouze pět písní („Proudy“, „Magdalena“, „Ring-o-ding“, „Mama“, „Hej, Jude“) a nepoužité klipy ke skladbám „Všechny bolesti utiší láska“ a „Ne“ byly zlikvidovány. Film však nebyl do vysílání Československé televize na konci roku 1969 ani počátkem roku 1970 zařazen, a premiéru si odbyl až 30. prosince 1989.
Na základě zákazu z února 1970 nemohla Marta Kubišová veřejně vystupovat, neboť byla těsně spjatá s odporem proti okupaci z roku 1968. Její jméno, jakožto osoby nepohodlné pro komunistický režim, muselo být z veřejného prostoru zcela odstraněno. Během první poloviny roku 1970 odolával těmto úmyslům pouze Supraphon, pro který Kubišová nazpívala ještě několik písní. Vydavatelství také vydalo, postupně se stále menší možnou propagací, několik singlů, album skupiny Golden Kids, které byla Kubišová členem, i reedici Songů a balad. Oproti prvnímu vydání ale byla tato edice debutové desky cenzurně upravena a získala odlišné katalogové číslo. Skladby „Modlitba pro Martu“, která byla svou historií přímo spojena se srpnem 1968, a „Ne“, druhá politicky velmi otevřená píseň, byly nahrazeny skladbami „Zlý dlouhý půst“ s milostným tématem (s odstupem času se může zdát, že název mimoděk předjímá 20 let zákazu vystupování Marty Kubišové) a „Kdo ti radu dá“, která však rovněž má politicko-protestní podtext a která tak zřejmě tvořila dramaturgickou odpověď snahám o cenzuru. Ve druhém pololetí roku 1970 se jméno zpěvačky již v médiích objevit nemohlo.

### Sametová revoluce a období po roce 1989
Během sametové revoluce se Marta Kubišová, která se po téměř 20 letech objevila znovu na veřejném vystoupení, a její „Modlitba pro Martu“ staly ikonami událostí z listopadu 1989. Ještě během prosince 1989 proto Supraphon vydal reedici Songů a balad na LP a nově i na audiokazetách a počátkem roku 1990 poprvé také na CD.
V roce 1996 vyšlo album na CD u vydavatelství Bonton Music jako pátý díl Kolekce Marty Kubišové. Tato remasterovaná edice Songů a balad obsahuje jako bonus poprvé v Česku vydanou první verzi „Modlitby pro Martu“, která byla nahrána 23. srpna 1968 pro improvizovaný díl seriálu Píseň pro Rudolfa III. Celé album bylo v roce 2012 Supraphonem zařazeno do šestidiskového box setu Marty Kubišové Zlatá šedesátá. V roce 2017 vydal Supraphon Songy a balady v nově remasterované reedici na LP a CD, a rovněž ve verzi ve vysokém rozlišení ke stažení, která byla vytvořena novým přepisem originálního zvukového pásu bez dalších technických zásahů.

### Seznam vydání
Album Songy a balady vyšlo v následujících edicích:
- 1969 (Supraphon)
  - LP, katalogové číslo 0 13 0587 (mono), 1 13 0587 (stereo)
- 1970 (Supraphon) – cenzurovaná verze
  - LP, katalogové číslo 0 13 0855 (mono), 1 13 0855 (stereo)
- 1989/1990 (Supraphon)
  - LP, katalogové číslo 10 0587-1 311 (dvě verze přebalu)
  - CD, katalogové číslo 10 0587-2 311
  - MC, katalogové číslo 10 0587-4 311
- 1996 (Bonton Music) – s bonusem
  - CD, katalogové číslo 71 0391-2
- 2012 (Supraphon) – s bonusy
  - CD v rámci box setu Zlatá šedesátá, katalogové číslo SU 6076-2 (box set)[25]
- 2017 (Supraphon)
  - LP, katalogové číslo SU 6392-1
  - CD, katalogové číslo SU 6392-2
  - Hi-Res download, katalogové číslo SU 6392-5 (bez „Hej, Jude“)

## Přijetí
Album Songy a balady bylo v roce 1969 přijato kritiky velmi kladně. V hodnocení kritiků v časopisu Melodie dostala deska průměrnou známku 4,4 (z maximálních 5 bodů), z toho čtyřikrát 4,5 bodu a jednou 4 body. Antonín Matzner v témže periodiku napsal, že „[t]uto LP se prostě nechce člověku recenzovat, ale poslouchat. Zaujetí, s jakým Marta [Kubišová] přistupuje ke každému z titulů alba[,] vyvolává v posluchači zaujetí nevnímat nic jiného než ji samotnou“. Poznamenal, že od počátků své kariéry si Kubišová dokázala postupně vytříbit prvky, jako je „osobitý a po barevné stránce neobyčejně tvárný hlas, způsob, jakým tvoří tón, frázování, intonační jistota“ a škála výrazových schopností, což se podle něj projevilo v téměř krystalicky čisté podobě na jejím prvním albu.
Aleš Opekar v recenzi v Melodii roku 1990 (4,5 hvězdy z 5) si povšiml, že v jednotlivých a různorodých skladbách je přítomno „aranžérské bohatství a odvaha k výlučnějším stylizacím“, což podle jeho názoru vynikne zvláště ve srovnání s „bezbarvostí a schematičností středního proudu 70. a 80. let“. Například „Dobrodružství s bohem Panem“ obsahuje harfu, flétnu, kytaru a ruční bubínek, dylanovská „Ring-o-ding“ vybrnkávané kytary, hoboj a violoncello, indická stylizace v „Baladě o kornetovi a dívce“ zahrnuje sitár, gongy, šesti- a dvanáctistrunné kytary či flétnu. V úvodu a závěru písně „Mama“ byl citlivě využit dětský sbor, v „Magdaleně“ zní cembalo, zatímco skladby od Oty Petřiny jsou vystavěny na rockovém základu. Tehdejší hodnocení kritiků v Melodii přineslo průměrnou známku 4,5 z 5 (jednou 5 bodů, třikrát 4,5 bodu a jednou 4 body).
Podle Pavla Klusáka sice Kubišová nevystoupila na svém debutovém albu z hranic popu, který jí byl vlastní, dle jeho názoru to však přispělo k její stylové čistotě a uměřenosti. V Hospodářských novinách v roce 2008 uvedl, že deska je „sugestivní ozvěnou svobodného období pražského jara a jeho emocí: pospolitost, sexappeal, snění, entuziasmus, návrat víry, naděje v budoucnost, naivita, sebevědomí – to všechno tu zní. Zároveň tu už je slyšet melancholie a vychládání, předzvěst toho, co mělo záhy přijít.“ Klusák také napsal, že album (ale i samotná hvězda Marty Kubišové) přišlo v době, kdy nastal v Československu dějinný zvrat, neboť lidé se bavili o jiných tématech, jako je vlastní minulost, západní svět či odvrácená strana věcí, než chtěl vládnoucí komunistický režim. Právě tato témata, živá v tehdejší společnosti, se objevila na debutové desce Kubišové. V recenzi z roku 2017 Milan Menčík na hudebním portálu Musicserver uvedl, že „deska je napěchována hity od začátku až do konce“ a udělil jí nejvyšších možných 10 bodů. Uznal , že „[t]yp skladeb, jejich nálada, barva hlasu a magická krása interpretky do sebe tak neuvěřitelně zapadají, až se z toho tají dech“. Dle jeho názoru album obsahuje „skladby, které přežily generace […] a mají texty s neuvěřitelnou hloubkou“.
Již během roku 1969 bylo první vydání alba Songy a balady velmi rychle vyprodáno a přetrvávající zájem posluchačů o desku vyústil v cenzurovanou reedici roku 1970. Po nucené odmlce téměř dvou dekád se popularita Kubišové obnovila během revoluce v listopadu 1989 a pokračovala i v následujícím roce, kdy byly Songy a balady během prvních čtyř měsíců roku 1990 nejprodávanějším albem Supraphonu. Na začátku června 1990 dostala Marta Kubišová platinovou desku za 450 tisíc prodaných kusů desky Songy a balady.

## Seznam skladeb

### Původní verze (1969)
| Strana 1 | Strana 1                                   | Strana 1                 | Strana 1 | Strana 1 |
| Pořadí   | Název                                      | Hudba                    | Text     | Délka    |
| -------- | ------------------------------------------ | ------------------------ | -------- | -------- |
| 1.       | Hej, Jude (Hey Jude)                       | Lennon/McCartney         | Rytíř    | 5:40     |
| 2.       | Proudy (Prove It)                          | Evretts                  | Rytíř    | 3:50     |
| 3.       | Dobrodružství s bohem Panem (Greensleeves) | tradicionál, arr. Brabec | Čepelka  | 3:10     |
| 4.       | Tak dej se k nám a projdem svět            | Petřina, arr. Vitoch     | Rytíř    | 4:25     |
| 5.       | Modlitba pro Martu                         | Brabec                   | Rada     | 3:05     |

| Strana 2       | Strana 2                    | Strana 2              | Strana 2       | Strana 2 |
| Pořadí         | Název                       | Hudba                 | Text           | Délka    |
| -------------- | --------------------------- | --------------------- | -------------- | -------- |
| 6.             | Magdalena (Aleluja)         | Aute                  | Schneider      | 3:30     |
| 7.             | Ring-o-ding                 | Ondráček              | Rytíř          | 5:15     |
| 8.             | Mama                        | Bono                  | Krečmar        | 3:35     |
| 9.             | Ne                          | Petřina, arr. Vitoch  | Rytíř          | 2:40     |
| 10.            | Balada o kornetovi a dívce  | Ondráček              | Rytíř          | 3:40     |
| 11.            | Všechny bolesti utiší láska | Michajlov, arr. Kafka | Krečmar        | 2:55     |
| Celková délka: | Celková délka:              | Celková délka:        | Celková délka: | 41:55    |

### Cenzurovaná verze (1970)
| Strana 1 | Strana 1                        | Strana 1                 | Strana 1 | Strana 1 |
| Pořadí   | Název                           | Hudba                    | Text     | Délka    |
| -------- | ------------------------------- | ------------------------ | -------- | -------- |
| 1.       | Hej, Jude                       | Lennon/McCartney         | Rytíř    | 5:40     |
| 2.       | Proudy                          | Evretts                  | Rytíř    | 3:50     |
| 3.       | Dobrodružství s bohem Panem     | tradicionál, arr. Brabec | Čepelka  | 3:10     |
| 4.       | Tak dej se k nám a projdem svět | Petřina, arr. Vitoch     | Rytíř    | 4:25     |
| 5.       | Zlý dlouhý půst                 | Ondráček                 | Vrba     | 5:08     |

| Strana 2       | Strana 2                    | Strana 2              | Strana 2       | Strana 2 |
| Pořadí         | Název                       | Hudba                 | Text           | Délka    |
| -------------- | --------------------------- | --------------------- | -------------- | -------- |
| 6.             | Magdalena                   | Aute                  | Schneider      | 3:30     |
| 7.             | Ring-o-ding                 | Ondráček              | Rytíř          | 5:15     |
| 8.             | Mama                        | Bono                  | Krečmar        | 3:35     |
| 9.             | Kdo ti radu dá              | Popelka               | Poštulka       | 2:54     |
| 10.            | Balada o kornetovi a dívce  | Ondráček              | Rytíř          | 3:40     |
| 11.            | Všechny bolesti utiší láska | Michajlov, arr. Kafka | Krečmar        | 2:55     |
| Celková délka: | Celková délka:              | Celková délka:        | Celková délka: | 44:12    |

## Obsazení
- Marta Kubišová – zpěv
- Orchestr Golden Kids, řídí Josef Vobruba
- Sbor Lubomíra Pánka (ve skladbách „Magdalena“ a „Balada o kornetovi a dívce“)
- Dětský sbor Československého rozhlasu, sbormistr Bohumil Kulínský (ve skladbě „Mama“)
- Golden Kids – doprovodné vokály (ve skladbách „Hej, Jude“, „Proudy“, „Tak dej se k nám a projdem svět“ a „Ne“; v cenzurované verzi též ve skladbě „Zlý dlouhý půst“)